# Fatkullina
Fatkullina is een mosdiertjesgeslacht uit de familie van de Fatkullinidae en de orde Cheilostomatida. De wetenschappelijke naam ervan is in 2012 voor het eerst geldig gepubliceerd door Grischenko, Gordon & Taylor.

## Soorten
- Fatkullina imitata Grischenko Gordon & Morozov, 2018
- Fatkullina paradoxa Grischenko, Gordon & Taylor, 1998